# Hahn+Kolb Werkzeuge

Hahn+Kolb in der Tübinger Straße, 1898 Stuttgart

Die Hahn+Kolb Werkzeuge GmbH (Eigenschreibweise: HAHN+KOLB) ist ein im Bereich Werkzeughandel und Werkzeugdienstleistung tätiges und zur Würth-Gruppe gehörendes Unternehmen. Das Sortiment umfasst Zerspanungswerkzeuge, Messtechnik, allgemeine Werkzeuge, Handlingsysteme, große und kleine Maschinen, Systemlösungen und komplette Betriebseinrichtungen. Die Unternehmensgruppe hat weltweit mehrere Niederlassungen und beschäftigt weltweit 800 Mitarbeiter bei einem Umsatz von 306 Mio. Euro.

## Geschichte

### Anfänge
Hermann Hahn eröffnete im Jahre 1897 in der Hauptstätter Straße in Stuttgart ein Spezialgeschäft für Werkzeuge und Maschinen, in dem er Messer, Bestecke und sonstige Haushaltswaren, aber auch Werkzeuge und Maschine anbot. Adolf Kolb stieß ein Jahr später dazu.
Am 17. August 1898 wurde die Firma Hahn & Kolb GmbH & Co. im Handelsregister des Amtsgerichts Stuttgart unter der Nummer HRA 3091 eingetragen. In diesem Jahr wurden auch Verkaufsräume in der Tübinger Straße 14b angemietet.
1904 erschien der erste Katalog für Werkzeuge, in dem die rund 450 bebilderten Seiten noch von Hand geschrieben wurden. 1913 wurde mit dem Erwerb einer Werkstatt für Drehautomaten der Grundstein für das Unternehmen INDEX-Werke Hahn & Tessky KG gelegt, das noch heute unter dieser Firmierung in Esslingen existiert. 1915 schied Adolf Kolb als Teilhaber aus der Firmenführung aus und Heinrich Sauter wurde neuer Gesellschafter.
1922 bezog Hahn & Kolb in der Königstraße im Marstall-Bau weitere Ausstellungsräume. 1925 wurde nach den Plänen der Architekten Albert Schieber und Richard Döcker das erste Stahlbeton-Hochhaus in Stuttgart an der Unteren Königstraße 14 errichtet und 1927 bezogen. Im Erdgeschoss dieses Hauses befanden sich die Ausstellungs- und Vorführräume, in den übrigen Räumen für damalige Verhältnisse modern eingerichtete Büroräume. Erst ein Jahr später wurde dieses Haus vom Tagblatt-Turmhaus überragt.

### Expansion
1929 gründet das Unternehmen eine Konstruktionsabteilung. Es wurden Läppmaschinen, Schalttischautomaten, Gewindebohrmaschinen und Universal-Schleifmaschinen konstruiert, die von anderen Firmen gebaut, von Hahn & Kolb jedoch vertrieben werden.
Die ersten Niederlassungen wurden 1924 in München und 1927 in Berlin eröffnet. Weitere Niederlassungen folgten 1933 in Leipzig, 1935 in Hannover, 1937 in Frankfurt am Main und in Erfurt und 1939 in Düsseldorf und Wien. All diesen Filialen obliegt die Aufgabe der Akquisition, Beratung, Verkauf und Service.
1929 startete das Unternehmen ein neues Geschäftsfeld: Mit den Läpp- und Feinschleifmaschinen wurden die ersten Maschinen für die Werkzeugherstellung konstruiert. Ihr folgten Schalttischmaschinen, Werkzeugschleifmaschinen und Mehrkantdrehmaschinen. 1939 begann die internationale Expansion mit den Gründungen der Auslandsniederlassungen in Mailand und Wien.

### Krieg und Wiederaufbau
Bei einem Bombenangriff in der Nacht vom 12. auf den 13. September 1944 wurde das Verwaltungsgebäude in der Königstraße schwer beschädigt. Lediglich die Stahl- und Betonmauern blieben stehen. Aufgrund der Schäden wurden die Betriebsstätten in Feuerbach und das Stammhaus auf angrenzende ländliche Gebiete verlegt.
Ab 1950 begann der Wiederaufbau. Auf der damaligen Hannover Messe belegte der Werkzeugdienstleister allein eine Ausstellungshalle mit 1850 m² Fläche. 1962 fand die erste große Hausmesse auf dem Werksgelände in Schorndorf statt. 1973 erfolgte dann der Umzug des Werkzeugbereichs in das neu errichtete Gebäude in Stuttgart-Feuerbach.
1970 wurde in Feuerbach der Grundstein für ein groß angelegtes Büro- und Lagergebäude für den Werkzeugbereich in der Borsigstraße Nr. 50 gelegt. 1982 zog Hahn & Kolb aufgrund der immer größer werdenden Raumnot in Stuttgart und Feuerbach mit einigen Abteilungen nach Schorndorf.
Zwischen 1960 und 1980 wurden in Australien, Brasilien, Dänemark, Frankreich, Großbritannien, Iran, Italien, Niederlande, Schweden, Schweiz, Spanien und den USA Vertriebsgesellschaften gegründet.
1986 wurde in Schorndorf das sogenannte Technikzentrum eröffnet: Eine ständige Ausstellung für Werkzeugmaschinen mit Versuchs-, Vorführ- und Schulungsmöglichkeiten. Im ersten Jahr kamen mehr als 4500 Interessierte zu Ausbildungen und Vorführungen. Später zog dieses Technikmuseum rund 8.000 Besucher im Jahr an.

### Maschinen- und Werkzeughandel vor der Insolvenz

#### Wirtschaftliche Kennzahlen
Der Personalstand betrug in seiner Spitze im Jahre 1990 1.455 Arbeitnehmer. In diesem Jahr wurde ein Umsatz von 1,341 Milliarden DM und ein Jahresergebnis von 10,5 Mio. DM ausgewiesen.

#### Standorte
Hahn & Kolb betrieb die Geschäfte überwiegend in eigenen Gebäuden und zwar in:
- Stuttgart, Königstraße 14: Allgemeine Verwaltung und Maschinenhandel
- Stuttgart-Feuerbach, Borsigstraße 50: Werkzeughandel und Lager
- Schorndorf, Vorstadtstraße 61–67: Technikzentrum und Konstruktion
- Schorndorf, Wiesenstraße 72: Versand und Lager

Filialstandorte waren Berlin, Düsseldorf, Frankfurt, Leipzig, München, Nürnberg und Walsrode.

#### Produktsortiment im Maschinenhandel
Werkzeugmaschinen wurden von rund 60 Werkzeugmaschinen-Herstellern, überwiegend in Deutschland und der Schweiz beheimatet, vertrieben. Deren Programme wurden in 12 verschiedenen Fachabteilungen zusammengefasst und deckten alle marktgängigen Verfahren der Metallbearbeitung ab. Neben den konventionellen Maschinen wurden Schleifmaschinen, Fräsmaschinen, Drehmaschinen, Erodiermaschinen, Maschinen zur spanlosen Bearbeitung, sowie Laseranlagen, Roboter und Sondermaschinen angeboten.
Ein Großteil der angebotenen Produkte lieferten als Haupt- oder Alleinlieferanten
- Maho AG, Pfronten für Fräsmaschinen
- Index-Werke GmbH und Co. KG Hahn und Tessky, Esslingen, für Drehmaschinen
- AG für industrielle Elektronik, Losone/Schweiz

Die Index-Werke gehen auf eine Gründung von Hermann Hahn im Jahre 1914 zurück, der dort Drehmaschinen herstellte, die über Hahn & Kolb vertrieben wurden. 1929 beteiligte er seinen Oberingenieur Karl Tessky als Gesellschafter in der offenen Handelsgesellschaft. Die Index-Werke waren dann durch einen Vertriebsvertrag mit Hahn & Kolb verbunden.
Zu den größeren Lieferanten gehörten ferner die Firmen:
- Reishauer AG, Wallisellen/Schweiz
- Koenig & Bauer, Mödling/Österreich
- Pero, Königsbrunn
- Voumard, La Chaux-de-Fonds/Schweiz
- Hauser Biel/Schweiz
- Hatebur Umformmaschinen AG, Reinach/Schweiz
- Kuka AG, Augsburg

Neben den Vertretungsprogrammen existierte bei Hahn & Kolb ein Eigenprogramm, das Rundschalttischmaschinen, Werkzeugschleifmaschinen, Läppmaschinen und Mehrkantdrehmaschinen umfasste. Hahn & Kolb betrieb dabei neben dem Vertrieb auch die Konstruktion und die Entwicklung. Gefertigt wurden die Maschinen bei Vertragswerken und der Tochtergesellschaft Variomatic Werkzeugmaschinen GmbH in Leonberg. Dort wurden Rundschalttischmaschinen hergestellt, ein Programm, das Hahn & Kolb im Jahre 1975 aus dem Konkurs der Bammesberger & Co. in Leonberg übernahm.
1992 wurde die Fachabteilung CAD/CAM, die sich mit dem Vertrieb von Hard- und Software für rechnergestützte Fertigung und Konstruktion befasste, als eine eigene Gesellschaft ausgegründet, die den Namen ASCAM Anwendersoftware GmbH führte, mit Sitz in Schorndorf.

#### Produktsortiment im Werkzeughandel
Das Vertriebsprogramm „Werkzeuge“ umfasste insgesamt 65.000 Artikel von mehr als 300 namhaften Herstellern, die in sieben Abteilungen aufgegliedert wurden:
- Schneidwerkzeuge
- Spannmittel
- Mess- und Prüfmittel
- Werkstoffprüfgeräte
- Allgemeine Werkzeuge und Betriebseinrichtungen
- Diamantwerkzeuge
- Elektrowerkzeuge und Handhabung

Für viele Hersteller hatte Hahn & Kolb den Alleinvertrieb. Darüber hinaus wurden unter der Eigenmarke “ORION” Qualitätswerkzeuge vertrieben, die im niedrigen Preisniveau angesiedelt waren.

### Konjunktureinbruch Anfang der 1990er Jahre
Nach jahrelangen juristischen Auseinandersetzungen schied der Gesellschafterstamm von Heinrich Sauter zum 2. Januar 1986 gegen Zahlung einer Abfindung von 40 Mio. DM aus der Gesellschaft aus. Damit war die Auseinandersetzung der Gesellschafterstämme Hahn und Sauter jedoch nicht beendet. Nach einem erneuten Rechtsstreit wurden im Jahre 1991 an den Stamm Sauter nochmals 2 Mio. DM bezahlt. Die Geschäftsführung übernahmen Wilhelm Karl Hahn (* 1909) als Vorsitzender, sowie Klaus-Berndt Hahn, Hermann Crone, Wolfgang Milde, Joachim Seiffert und Volker Suhr. Den Geschäftsführern waren einzelne Bereiche zugewiesen. Daneben waren 13 Prokuristen bestellt.
Konjunkturbedingt gab es im Sommer 1991 einen unerwarteten Umsatzeinbruch. Die Umsätze im Maschinenbereich gingen bis Ende 1992 um über 30 Prozent zurück. Von diesem Umsatzeinbruch war die gesamte Maschinenbaubranche betroffen. Es gab eine Vielzahl von Konkursen. Zu einem erneuten Einbruch kam es im Januar und Februar 1993. Dieser war teils marktbedingt, teils aufgrund der kritischen finanziellen Lage des Unternehmens entstanden.
Dem geringeren Umsatz standen hohe Kosten gegenüber. Die Geschäftsführung war unternehmenspolitisch auf Expansion ausgerichtet. Die Lagerbestände waren zu hoch.
Schwierig war auch die Abhängigkeit von dem Lieferwerk Maho AG in Pfronten aus. Ende der 1980er Jahre machten die Umsätze mit Maho AG rund ein Viertel der Gesamtumsätze und rund ein Drittel des Gewinns aus. Es war zu befürchten, dass die großen Lieferwerke Maho AG, Index und AGI einen eigenen Vertrieb gründen würden.
Zum 31. Dezember 1991 erreichte die Bankverschuldung einen Höchststand. Die Banken forderten Sicherheiten und eine Reorganisation des Unternehmens. Die Sicherheiten wurden gewährt und eine Restrukturierung des Unternehmens in Angriff genommen. Die Geschäftsführung versprach sich aus dem Verkauf von Immobilien, insbesondere der Königstraße 14, gute Gewinne.
Im Jahr 1992 ging der Umsatz auf 745 Mio. DM zurück und der Verlust belief sich auf 60 Mio. DM. Obwohl die eingeräumten Kreditlinien im März 1993 nicht voll in Anspruch genommen waren, kündigten die zwölf Poolbanken mit übereinstimmendem Schreiben vom 11. März 1993 ihre Kredite und stellten sie fällig.
Die Geschäftsführung beantragte daraufhin am 16. März 1993 beim Amtsgericht Stuttgart die Eröffnung des gerichtlichen Vergleichsverfahrens zur Abwendung des Konkurses. Als vorläufiger Vergleichsverwalter wurde der Stuttgarter Rechtsanwalt Volker Grub bestellt. Er stellte fest, dass ein Vergleich nur dann möglich wäre, wenn die Geschäftsführung einen Partner fände, der der Gesellschaft neues Kapital in Höhe von mindestens 50 Mio. DM zuführt. Dies gelang der Geschäftsführung nicht. Daher wurde am 1. Juni 1993 das Anschlusskonkursverfahren eröffnet und Grub zum Konkursverwalter bestellt.

### Stilllegung des Maschinenhandels
Die Bemühungen Grubs ergaben, dass der Maschinenhandel nicht aufrechtzuerhalten war. Die Informationstechnik war damals bereits so weit fortgeschritten, dass viele Kunden den direkten Kontakt zum Maschinenhersteller suchten und damit für eine Handelsgesellschaft kein Raum mehr war. Es wurde deshalb die Stilllegung dieses Bereiches verfügt.
Die Stilllegung des Maschinenhandels ermöglichte, die von Hahn & Kolb entwickelten Maschinenbauprogramme zu veräußern. Sieben Programme konnten verkauft werden. Das Variomatik-Programm, das Hahn & Kolb bereits in den 1930er Jahren entwickelte und bei Bammesberger & Co. in Leonberg herstellen ließ, wurde von der Heckert Werkzeugmaschinen GmbH, Chemnitz, übernommen, die damals noch von der Berliner Treuhandanstalt geführt wurde. Den 12 im Variomatik-Werk in Leonberg beschäftigten Arbeitnehmern wurde ein Angebot zur Übernahme nach Chemnitz unterbreitet.
Insgesamt 24 Arbeitnehmer von Hahn & Kolb, die im Vertrieb Werkzeugmaschinen tätig waren, machten sich mit einer Handelsvertretung selbständig.
Von den ausländischen Vertriebsgesellschaften wurden nur die Gesellschaften in Brasilien, Dänemark, Großbritannien, Iran, Italien und Schweiz von ihren Geschäftsführern übernommen und weitergeführt. Wenig erfolgreich war der Geschäftsführer in Dänemark, der schon nach wenigen Monaten in Konkurs ging.
Alle übrigen Vertriebsgesellschaften wurden stillgelegt. Die in guten Lagen befindlichen Grundstücke konnte Grub gut verwerten. Für die Königstraße 14 wurde bereits im Juli 1993 ein Kaufvertrag mit der DESPA Deutsche Sparkassen-Immobilien-Anlagen-Gesellschaft mbH ein Kaufvertrag abgeschlossen. Das Grundstück wurde später mit einem Geschäftshaus neu bebaut.
Die insgesamt am Konkursverfahren beteiligten 12 Poolbanken meldeten Forderungen in der Gesamthöhe von 227 Mio. DM zum Verfahren an. Aus ihren Sicherheiten, den Grundschulden und Zessionen erhielten sie 185,7 Mio. DM.
Zum Konkursverfahren wurden insgesamt Forderungen in Höhe von 420 Mio. DM angemeldet. Davon wurden vom Insolvenzverwalter Forderungen in Höhe von 148 Mio. DM anerkannt. Lediglich bevorrechtigte Gläubiger erhielten eine Quotenzahlung. Die nicht bevorrechtigten Gläubiger fielen aus. Grub schloss das Konkursverfahren bereits im Jahre 1996 ab.

### Fortführung des Werkzeughandels
Im Gegensatz zum Maschinenhandel war der Werkzeughandel nicht so stark vom Umsatzrückgang betroffen. Der Konkursverwalter entschied, ihn fort zu führen. Eine Planung sah vor, dass mit 300 Arbeitnehmern noch ein Umsatz von rund 180 Mio. DM mit Gewinn zu erzielen ist. Grub veranlasste die Gründung einer Auffanggesellschaft, die Hahn & Kolb Werkzeuge GmbH, und übertrug dem bisherigen Leiter dieses Geschäftsbereiches, Hermann Crone, die Geschäftsführung. Mit Wirkung zum 1. Oktober 1993 wurden alle Assets des Werkzeugbereiches und 314 Arbeitnehmer auf Hahn & Kolb Werkzeuge GmbH übertragen. Für das Anwesen Borsigstraße 50 in Stuttgart-Feuerbach wurde ein Pachtvertrag vereinbart.
Das Kapital der Gesellschaft wurde auf 10 Mio. DM erhöht. Zum 31. Dezember 1993 beschäftigte diese Gesellschaft 314 Arbeitnehmer und gab 16 Auszubildenden der Hahn & Kolb GmbH & Co. die Möglichkeit, ihre Lehre zu beenden. Mit 21 Werkzeugherstellern konnten wieder exklusive Vertriebsrechte ausgehandelt werden. Mit über 45 Lieferanten wurden neue Standardlieferverträge abgeschlossen oder bereits bestehende Verträge bestätigt. Die Fortführung des Unternehmens gelang.

### Übernahme
Mit einem Vertrag vom 27. Dezember 1994 veräußerte Grub die Hahn+Kolb Werkzeuge GmbH nebst dem Grundstück Borsigstraße 50 an die Würth-Gruppe in Künzelsau.
1996 erschien der erste Werkzeugkatalog von Hahn+Kolb auch in digitaler Form. Ab 1998 begann der Ausbau des internationalen Vertriebsnetzwerks mit Gründungen verschiedener Tochterunternehmen und Katalogpartnerschaften. 2000 startete das Unternehmen einen Onlineshop für den Werkzeughandel. 2011 erschien der Katalog mit QR-Codes und DataMatrix-Codes. Anfang 2012 schloss die Unternehmensgruppe mit der Daimler AG einen Kaufvertrag über das Gelände in Stuttgart-Feuerbach ab, an dem bislang die Hauptverwaltung und das Logistikzentrum ansässig waren. Im Juni 2012 fand auf dem neuen Gelände in der Ludwigsburger Mörikestraße der Spatenstich für das neue Firmengebäude statt. Seit September 2013 ist hier neben der Verwaltung auch das Logistikzentrum angesiedelt. Am 23. Dezember 2013 wurde die SVH Handels-GmbH übernommen. Seit dem 1. Januar 2024 ist die SVH Handels-GmbH nicht mehr Teil der Hahn+Kolb Werkzeuge GmbH.
Hahn+Kolb sind auch die Themen soziale Verantwortung und Nachhaltigkeit wichtig, daher war beim neuen Firmensitz eine artenreiche ökologische Gestaltung des Betriebsgeländes wichtig. 2021 stellte Hahn+Kolb außerdem zwei öffentlich zugängliche Ladesäulen für Elektrofahrzeuge auf dem Firmenparkplatz auf, spendete während der Corona-Pandemie mehrfach Masken und unterstützt auch sonst soziale Projekte wie das DRK in der Region.

## Unternehmensstruktur
Neben dem Hauptsitz der Firmenzentrale in Ludwigsburg hat die Unternehmensgruppe, in 38 Ländern, insgesamt 49 Auslandsniederlassungen, die sich in Katalogpartnerschaften und Tochterunternehmen gliedern. Den jährlich erscheinenden Katalog gibt es in 15 verschiedenen Sprachen.

## Tochterunternehmen
- Hahn+Kolb Instrumenti EOOD (Sofia), Bulgarien
- Hahn+Kolb Tools Benelux, Belgien
- Hahn+Kolb (Tianjin) International Trade Co., Ltd., China
- Hahn+Kolb Werkzeuge GmbH, Frankreich
- Hahn+Kolb Tools Pvt. Ltd. (Pune), Indien
- Hahn+Kolb México, S. de R. L. de C. V., Mexiko
- Hahn+Kolb Tools Benelux (Almelo), Niederlande
- Hahn+Kolb Polska Sp. z o.o (Poznań), Polen
- Hahn+Kolb Romania s.r.l. (Ilfov, Otopen), Rumänien
- Hahn+Kolb Doo (Belgrad), Serbien
- Bos HK a.s. (Teplice), Tschechien / Slowakei
- Hahn+Kolb Endüstri Ürünleri Tic. Ltd. Şti., Türkei[16]
- Hahn+Kolb Hungária Kft. (Budapest), Ungarn

## Katalogpartnerschaften
- Thomas Warburton Pty Ltd, Australien
- Würth BH d.o.o (Hadžići), Bosnien und Herzegowina
- Celmar Comercial e Importadora Ltda., Brasilien
- KJV A/S, Dänemark
- Instro SIA, Estland
- Würth Oy (Riihimäki), Finnland
- Wurth Hellas S.A, Griechenland
- Monks & Crane Industrial Group, Großbritannien
- PT. Yakin Maju Sentosa, Indonesien
- Würth Ireland, Irland
- Neumo-Vargus Marketing LTD., Israel
- HK Italia s.r.l., Italien
- Würth Japan Co., Ltd., Japan
- International Business Services Ltd., Kanada
- Würth-Hrvatska d.o.o (Zagreb), Kroatien
- Instro SIA, Lettland
- Machine Tool Center, Litauen
- UAB MP TOOLS, Litauen
- Comptoir technique et industriel SA, Luxemburg
- Tools & Machinery Parts Supplies Sdn Bhd, Malaysia
- Würth-Makedonia Dooel, Mazedonien
- EDL Fasteners Ltd, Neuseeland
- Würth Norge AS, Norwegen
- Metzler GmbH & Co KG (Rankweil), Österreich
- Würth Svenska AB, Schweden
- Calixus AG, Schweiz
- Combi-Tools (Singapore) PTE LTD, Singapur
- KAC Trade d.o.o., Slowenien
- Importaciones Nofer. SL, Spanien
- Action Bolt (Pty) Ltd., Südafrika
- Toolnet (Thailand) CO., LTD., Thailand
- MEM Close Corporation, Ukraine
- International Business Services Ltd., USA
- Würth Gulf FZE, Vereinigte Arabische Emirate